# Emil Bohinen
Emil Bohinen (* 12. března 1999) je norský profesionální fotbalista, který hraje na pozici středního záložníka za italský klub Janov CFC. Je synem bývalého norského reprezentačního záložníka Larse Bohinena.

## Klubová kariéra
Bohinen se připojil k mládežnické akademii Stabæku a v roce 2017 debutoval v prvním týmu klubu. Svůj debut za první tým v Eliteserien si odbyl 17. dubna 2017 proti Sarpsborgu 08 FF při výhře 3:0.
Poté, co během sezóny 2019 vstřelil čtyři góly a přidal osm asistencí ve všech soutěžích, byl v listopadu 2019 spojován s přestupem do anglického týmu Brighton & Hove Albion.
V prosinci 2019 Stabæk začal jednat s týmem Premier League Sheffield United a týmem EFL Championship Leeds United o podpisu Bohinena, přičemž Bohinen se připojil na zkoušku k Sheffieldu United. Když byl Bohinen 21. ledna 2020 dotázán na spojení s trenérem Leeds Marcelem Bielsou, v rozhovoru pro Eurosport Norway řekl: "Je to trenérská legenda, takže by pro mě byla čest hrát za něj."

### CSKA Moskva
Dne 15. února 2021 oznámil klub CSKA Moskva, že podepsal s Bohinenem smlouvu do konce sezóny 2024/25.

### Salernitana
Dne 31. ledna 2022 přestoupil do italského klubu Salernitana na hostování s opcí na koupi. 29. června 2022 se Bohinen přesunul do Salernitany natrvalo a podepsal čtyřletou smlouvu.

#### Hostování v Janově
Dne 17. ledna 2024 se Bohinen přesunul do Janova na hostování s opcí na koupi.

## Reprezentační kariéra
Přestože se narodil v Derby v Anglii během otcova působení v Derby County, Bohinen reprezentoval Norsko v několika věkových kategoriích včetně národního týmu do 21 let.
Bohinen byl často hodnocen jako součást nové generace norských fotbalistů po boku takových hráčů, jako jsou Erling Haaland, Martin Ødegaard, Kristoffer Ajer nebo Sander Berge.

## Statistiky

### Klubové
Platí k zápasu hranému 4. prosince 2023.
| Klub                    | Sezóna            | Liga               | Liga   | Liga | Národní pohár | Národní pohár | Kontinentální | Kontinentální | Celkově | Celkově |
| Klub                    | Sezóna            | Soutěž             | Zápasy | Góly | Zápasy        | Góly          | Zápasy        | Góly          | Zápasy  | Góly    |
| ----------------------- | ----------------- | ------------------ | ------ | ---- | ------------- | ------------- | ------------- | ------------- | ------- | ------- |
| Stabæk                  | 2017              | Eliteserien        | 3      | 0    | 3             | 0             | –             | –             | 6       | 0       |
| Stabæk                  | 2018              | Eliteserien        | 11     | 0    | 1             | 0             | –             | –             | 12      | 0       |
| Stabæk                  | 2019              | Eliteserien        | 29     | 4    | 2             | 0             | –             | –             | 31      | 4       |
| Stabæk                  | 2020              | Eliteserien        | 24     | 5    | 0             | 0             | –             | –             | 24      | 5       |
| Stabæk                  | Celkově           | Celkově            | 67     | 9    | 6             | 0             | 0             | 0             | 73      | 9       |
| CSKA Moskva             | 2020/21           | Ruská Premier Liga | 4      | 0    | 0             | 0             | –             | –             | 4       | 0       |
| CSKA Moskva             | 2021/22           | Ruská Premier Liga | 8      | 1    | 2             | 1             | –             | –             | 10      | 2       |
| CSKA Moskva             | Celkově           | Celkově            | 12     | 1    | 2             | 1             | 0             | 0             | 14      | 2       |
| Salernitana (hostování) | 2021/22           | Serie A            | 11     | 0    | 0             | 0             | –             | –             | 11      | 0       |
| Salernitana             | 2022/23           | Serie A            | 24     | 0    | 1             | 0             | –             | –             | 25      | 0       |
| Salernitana             | 2023/24           | Serie A            | 12     | 0    | 1             | 0             | –             | –             | 13      | 0       |
| Salernitana             | Celkově           | Celkově            | 47     | 0    | 2             | 0             | 0             | 0             | 49      | 0       |
| Janov (hostování)       | 2023/24           | Serie A            | 5      | 0    | 0             | 0             | –             | –             | 5       | 0       |
| Celkově v kariéře       | Celkově v kariéře | Celkově v kariéře  | 131    | 10   | 10            | 1             | 0             | 0             | 141     | 11      |